# Мутайга

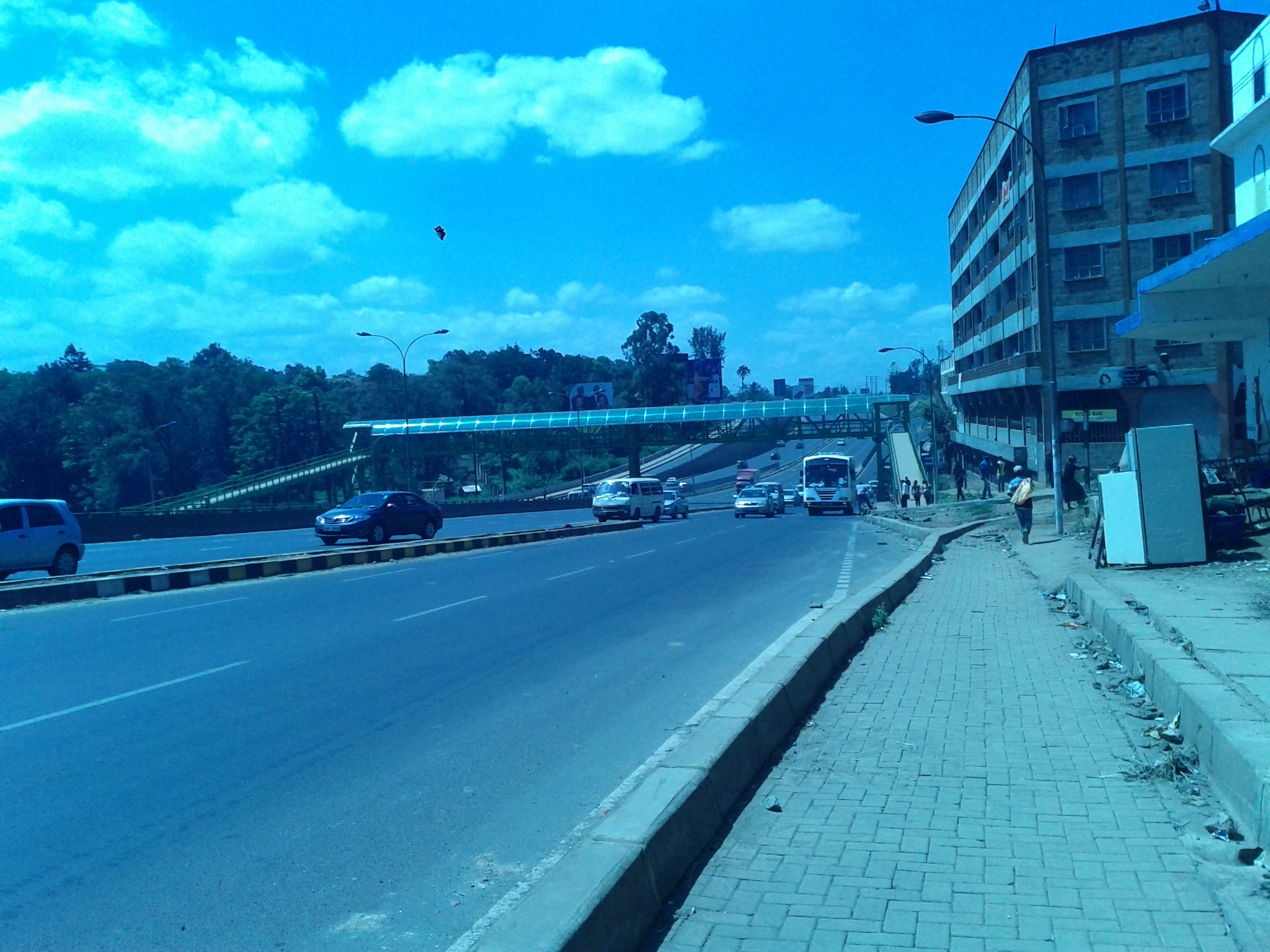
Знімок зроблений між маєтками Пангані та Мутайга

Мутайга — передмістя кенійської столиці Найробі.
Околиці отримали назву від африканського зеленого дерева, кору якого, народ кікую використовував як ліки. В Мутайзі знаходиться Мутайзький заміський клуб.
Для будівництва було вирізано частину лісу Карура за умови, що земля буде використана для постачання молока до Найробі.
У Мутайзі проживають кілька відомих людей, зокрема:
- Джиммі Ванджигі[en] — бізнесмен
- Мваї Кібакі — 3-й Президент Кенії
- Нгіна Кеньятта[en] — дружина першого президента Кенії